# Amblypteridae
De Amblypteridae zijn een familie van uitgestorven straalvinnige beenvissen. Ze leefden tijdens het Perm. De fossielen zijn opgegraven in de Verenigde Staten.

## Geslachten
- Amblypterus Agassiz, 1833
- Lawnia Wilson, 1953
- Chekardichthys Prokofjev, 2005